# The Owl and the Pussycat (film)
The Owl and the Pussycat is een Amerikaanse film uit 1970, geregisseerd door Herbert Ross. Het is een romantische komedie met Barbra Streisand en George Segal in de hoofdrollen. Voor Barbra Streisand was dit haar eerste niet-muzikale filmrol. Ze werd genomineerd voor een Golden Globe Award als beste actrice in een filmmusical of -komedie. 

## Verhaal
Felix, een saaie en niet succesvolle schrijver (George Segal, de "uil") en Doris, een onbezonnen, niet succesvolle actrice die af en toe bijverdient als tippelaarster (Barbra Streisand, de "pussycat") zijn buren in een flatgebouw. Door een samenloop van omstandigheden ontmoeten ze elkaar steeds vaker en de aanvankelijke heftige confrontaties tussen de twee maken stilaan plaats voor een opbloeiende relatie.

## Rolverdeling
| Acteur             | Personage                           |
| ------------------ | ----------------------------------- |
| Barbra Streisand   | Doris (de "pussycat")               |
| George Segal       | Felix (de "uil")                    |
| Robert Klein       | Barney                              |
| Roz Kelly          | Eleanor                             |
| Jacques Sandulescu | Rapzinsky                           |
| Jack Manning       | Mr. Weyderhaus                      |
| Grace Carney       | Mrs. Weyderhaus                     |
| Barbara Anson      | Miss Weyderhaus                     |
| Allen Garfield     | Eigenaar kledingwinkel              |
| Marilyn Chambers   | Barney's vriendin (als Evelyn Lang) |

## Achtergrond
Het scenario van de film  is gebaseerd op het gelijknamig toneelstuk van Bill Manhoff dat in 1964-65 in New York werd opgevoerd. Dit toneelstuk is in Nederland opgevoerd onder de titel Twee is te veel, met Hetty Verhoogt en Will van Selst, in een regie van Paul Melton.
In het toneelstuk zijn de would-be schrijver en would-be actrice de enige rollen. Voor de film werd het verhaal verbreed met als voornaamste bijrol die van Felix' vriend Barney, gespeeld door Robert Klein.

## Soundtrack
Het soundtrackalbum bevat delen van de dialogen uit de film, begeleid door muziek uitgevoerd door Blood, Sweat & Tears. De muziek werd gecomponeerd en gearrangeerd door Dick Halligan.